# 방축항 (완도군)
방축항은 전라남도 완도군 노화읍 방죽리에 있는 어항이다. 1975년 8월 3일부터 지방어항으로 지정하여 관리하고 있다. 시설관리자는 완도군수이다.

## 어항 시설
- 방파제(2) 90m, 선착장(1) 38m

## 주요 어종
- 삼치, 도미